# Beltrania africana
Beltrania africana är en svampart som beskrevs av S. Hughes 1951. Beltrania africana ingår i släktet Beltrania, divisionen sporsäcksvampar och riket svampar.   Inga underarter finns listade i Catalogue of Life.